# Ratusz we Wschowie
Ratusz we Wschowie – najstarsza częścią ratusza jest monumentalna wieża pochodząca z XVI wieku. W latach 1860 budowli nadano obecny charakter neoromański. Jest to budynek murowany, trójkondygnacyjny, założony na rzucie prostokąta. W narożniku północno-zachodnim znajduje się wieża. Zachowała się na parterze w części północno-wschodniej sala nakryta późnogotyckim sklepieniem sieciowym (I połowa XV wieku).